# Zólyomi járás

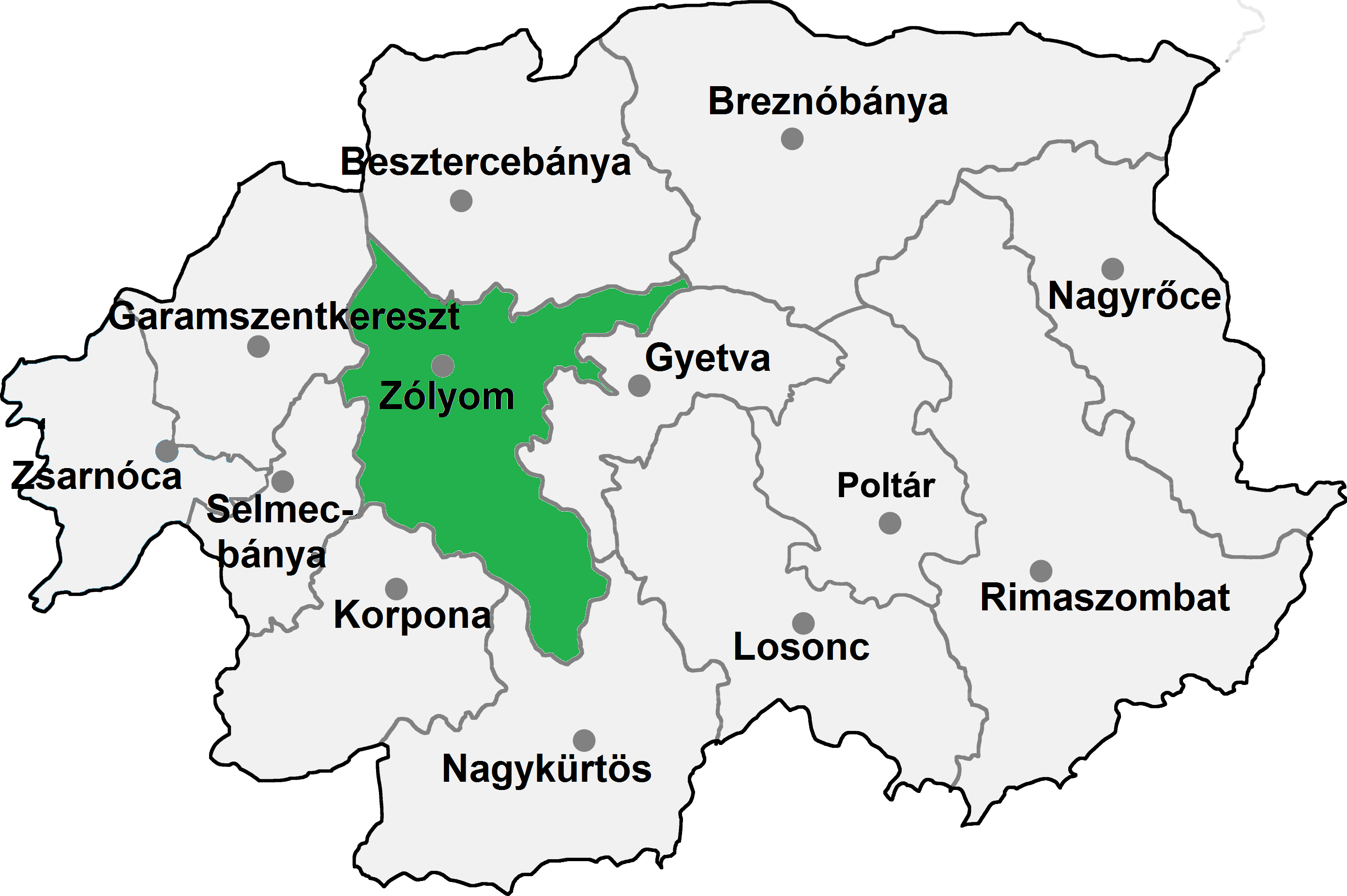
A Zólyomi járás

A Zólyomi járás (Okres Zvolen) Szlovákia Besztercebányai kerületének közigazgatási egysége. Területe 759 km², lakosainak száma 67 633 (2001), székhelye Zólyom (Zvolen). A járás területe legnagyobbrészt az egykori Zólyom vármegye területe volt, délen egy kis rész Gömör-Kishont vármegyéhez tartozott.

## Népessége
| Év:            | 1994.  | 2004.   | 2014.   | 2024.   |
| -------------- | ------ | ------- | ------- | ------- |
| Emberek száma: | 67 753 | 67 678  | 69 009  | 65 370  |
| Eltérés:       |        | -0,11 % | +1,96 % | -5,27 % |

| Év:            | 2023.  | 2024.   |
| -------------- | ------ | ------- |
| Emberek száma: | 65 578 | 65 370  |
| Eltérés:       |        | -0,31 % |

## A Zólyomi járás települései
- Bacúr (Bacúrov)
- Bábaszék (Babiná)
- Bozókszabadi (Bzovská Lehôtka)
- Dobó (Dubové)
- Dobronya (Dobrá Niva)
- Dobróváralja (Podzámčok)
- Garamberzence (Hronská Breznica)
- Kovácsfalva (Kováčová)
- Lest (Lešť, katonai terület)
- Lukóca (Lukavica)
- Nagyócsa (Očová)
- Nagyrét (Veľká Lúka)
- Nagyszalatna (Zvolenská Slatina)
- Osztroluka (Ostrá Lúka)
- Szászpelsőc (Sása)
- Szélnye (Sielnica)
- Szliács (Sliač)
- Tótpelsőc (Pliešovce)
- Újmogyoród (Lieskovec)
- Vaségető (Železná Breznica)
- Zólyom (Zvolen)
- Zólyomberezna (Breziny)
- Zólyombúcs (Budča)
- Zólyommihályi (Michalková)
- Zólyomternye (Tŕnie)
- Zólyomtúr (Turová)